# Serghine
Serghine (em árabe: سرغين) é uma comuna localizada na província de Tiaret, Argélia. Sua população estimada em 2008 era de 5 316 habitantes.